# حرق حراري

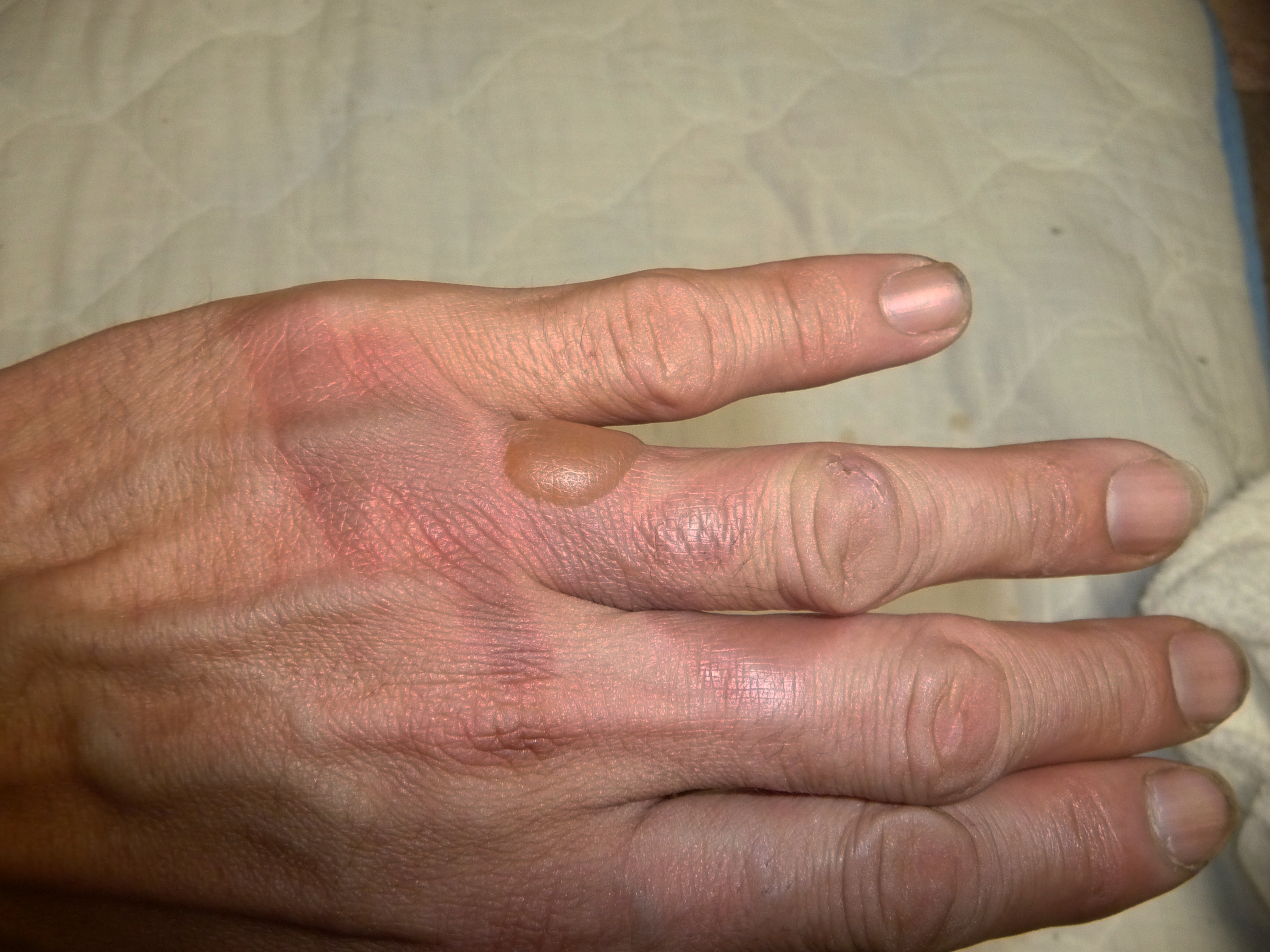

الحرق الحراري (بالإنجليزية: Thermal burn)‏ هو نوع من الحروق الناتجة عن التلامس مع الأشياء الساخنة، مثل الماء المغلي، بخار الماء المغلي، الزيت الساخن، الحرائق، والأجسام الساخنة. السمط هو النوع الأكثر شيوعا للحروق الحرارية التي يعاني منها الأطفال، ولكن للبالغين الحروق الحرارية الأكثر شيوعا بسبب الحرائق. تصنف الحروق بشكل عام من الدرجة الأولى إلى الدرجة الرابعة، ولكن جمعية الحروق الأمريكية (ABA) صنفت الحروق الحرارية على أنها طفيفة ومتوسطة وكبيرة، تعتمد غالبا فقط على عمق وحجم الحرق.

## الأسباب

### السوائل الساخنة والبخار
السمط هو نوع من الحروق الحرارية الناتجة عن الماء المغلي أو بخار الماء المغلي، وعادة ما يعاني منه الأطفال. الحروق تحدث عادة بسبب الانسكاب المفاجئ للسوائل الساخنة، استخدام درجة حرارة عالية للماء في الحمامات أو الاستحمام، أو بخار من الماء المغلي أو الطعام الساخن، أو تناثره بسبب زيت الطهي الساخن. عادة ما يكون السمط حروق من الدرجة الأولى أو الثانية، ويمكن أن ينتج حرق الدرجة الثالثة في بعض الأحيان من الاتصال المطول. ما يقرب من ثلاثة أرباع إصابات الحروق التي يعاني منها الأطفال الصغار هي السمط.

### النار
يتسبب الحريق في حوالي 50% من جميع حالات الحروق الحرارية في الولايات المتحدة. أكثر الأحداث تكرارًا حيث يحترق الناس بالنار أثناء حرائق المنازل التي يواجهها رجال الإطفاء والسكان المحاصرون، حيث تحدث 85% من وفيات الحريق. الألعاب النارية هي سبب آخر بارز لحروق النار، خاصة بين المراهقين الذكور في أيام الاستقلال. السبب الأكثر شيوعًا للإصابة بالحريق أو اللهب عند الأطفال هو لمس لهب الشمعة. في بعض المناطق، مثل غرب الولايات المتحدة، أن تتعرض للحرق بسبب حرائق الغابات أمر شائع. يمكن أن تتحول حرائق الغابات فجأة بسبب تغير اتجاهات الرياح، مما يجعل من الصعب على رجال الإطفاء وشهود العيان تجنب التعرض للحرق. إذا اشتعلت الملابس، يمكن أن ينتج حروق الدرجة الثالثة في غضون بضع ثوانٍ فقط.

### الأجسام الساخنة
يمكن أن تتسبب الأجسام الصلبة الساخنة أيضًا في الحرق التماسي، خاصة عند الأطفال، الذين قد يلمسون عن قصد أشياء لا يعرفون أنها ساخنة للغاية للمس. مثل هذه الحروق المطبوعة على الجلد عادة ما تشكل نمطا يشبه الجسم الذي تسبب بالحرق. تشمل مصادر الحروق من الأجسام الصلبة الرماد والفحم، والحديد، ومعدات اللحام، وأواني القلي والأواني، وصواني الفرن، والمصابيح الكهربائية، وأنابيب العادم.

## العلاج
الأجراء الأول الأهم هو إيقاف عملية الحرق، يجب إزالة مصدر الحرق فورا ( أو إزالة المريض من مصدر الحرق ). إذا كان الشخص يحترق، فيجب إخباره بإيقاف النار أو إسقاطها أو لفها أو أطفاءها من خلال تغطيتها ببطانية ثقيلة، صوف، معطف أو سجادة. الملابس المحترقة يجب إزالتها كما يجب إزالة جميع المجوهرات التي يمكن أن تكون كعاصبة عند حدوث التورم، ولكن لا يجب إزالة الملابس المحترقة الملتصقة بالجلد. وقد ثبت أن تبريد الحرق بالماء البارد الجاري مفيد إذا تم في غضون 30 دقيقة من الأصابة. يمكن علاج الألم أو الالتهاب بشكل فعال باستخدام عقار اسيتامينوفين (باراسيتامول ) أو ايبوبروفين. لا يمكن استخدام الثلج أو الزبدة أو الكريم أو المرهم لأنه يمكن أن يؤدي إلى تفاقم الحرق. يتم علاج مرضى الحروق الشديدة غالبا من خلال إنعاش الصدمة، والإبقاء على المسالك الهوائية مفتوحة، وإنعاش السوائل، ونقل الدم، ومعالجة الجروح، وترقيع الجلد، بالإضافة إلى استخدام المضادات الحيوية.

## النتيجة
95% من الأشخاص الذين دخلوا المستشفى بسبب الحروق الحرارية نجوا.ارتفعت معدلات البقاء على قيد الحياة بشكل مطرد خلال نصف القرن الماضي بسبب التطور في العلاج ومراكز حروق أفضل. المرضى الذين يعانون من الحروق غير المعقدة لديهم 99.7% معدل بقاء. تقلل عوامل الخطر الثلاث - عمر المريض فوق 60 عاما، الحروق التي تغطي أكثر من 40% من الجسم، والإصابة الاستنشاقية - من احتمال البقاء على قيد الحياة، إذ تنخفض إلى 97% مع إي من هذه المضاعفات، وإلى 67% مع إي اثنين، وإلى 10% فقط مع الحالات الثلاثة.